# Itapiranga (Santa Catarina)
Itapiranga, amtlich portugiesisch Município de Itapiranga, ist eine Gemeinde im Westen des brasilianischen Bundesstaates Santa Catarina und grenzt an Argentinien. Die Bevölkerung wurde zum 1. Juli 2021 auf 17.139  Einwohner geschätzt, die auf einer Gemeindefläche von rund 281,8 km² leben und Itapiranguenser (itapiranguenses) genannt werden. Sie steht an 79. Stelle der 295 Munizips des Bundesstaates. Die Entfernung zur Hauptstadt Florianópolis beträgt 800 km.

## Geographie
Umliegende Gemeinden sind in Brasilien Tunápolis, São João do Oeste, Barra do Guarita, Pinheirinho do Vale, Caiçara, Derrubadas und in Argentinien El Soberbio und San Pedro.
Die Gemeinde hat tropisches Klima, Cfa nach der Klimaklassifikation nach Köppen und Geiger. Die Durchschnittstemperatur ist 20,5 °C. Die durchschnittliche Niederschlagsmenge liegt bei 1760 mm im Jahr.

## Söhne und Töchter der Stadt
- Adriano Munoz (* 1978), Fußballspieler
- Denner Fernando Melz (* 1999), Fußballspieler